# Fabian Leendertz
 Fabian Hubertus Leendertz (* 11. November 1972 in Krefeld) ist ein deutscher Biologe, Veterinärmediziner und Hochschullehrer. Er ist Experte für Zoonosen und leitete bis Juli 2021 am Robert Koch-Institut die Projektgruppe Epidemiologie hochpathogener Erreger. Im Mai 2021 wurde Leendertz zum Gründungsdirektor des neu gegründeten Helmholtz-Instituts für One Health (HIOH) in Greifswald bestellt. Seit August 2021 hat er eine Universitätsprofessur für One Health an der Universität Greifswald inne.

## Werdegang
Leendertz studierte von 1992 bis 1995 Biologie an der Universität Bayreuth und begann 1995 ein Studium der Veterinärmedizin an der University of Veterinary Science in Budapest, welches er ab 1996 an der Freien Universität Berlin (FU) fortsetzte und im Jahr 2000 abschloss. Im selben Jahr erhielt er seine Approbation als Tierarzt.
Für seine Promotion an der FU Berlin forschte Leendertz von 2000 bis 2005 in Zusammenarbeit mit dem Robert Koch-Institut in Berlin und dem Max-Planck-Institut für Evolutionäre Anthropologie in Leipzig zum Thema Krankheiten bei wildlebenden Schimpansen. Während dieser Zeit verbrachte er auch 14 Monate am Stück im Taï-Nationalpark in der südwestlichen Elfenbeinküste.
Von 2005 bis 2007 leitete Leendertz am Max-Planck-Institut für Evolutionäre Anthropologie in Leipzig die Forschungsgruppe „Krankheiten von Primaten“, um dann 2007 an das Robert Koch-Institut (RKI) in Berlin zu wechseln, wo er Leiter der Nachwuchsgruppe „Emerging Zoonoses“ (Neu auftretende Zoonosen) wurde. Seit 2012 leitet er ebenfalls am RKI die Projektgruppe „Epidemiologie hochpathogener Erreger“.
Im Jahr 2016 habilitierte er sich an der FU Berlin in Mikrobiologie im Bereich Veterinärmedizin mit einer Arbeit zum Thema „Emergence of zoonotic pathogens at the human-wildlife interface: prevalence and transmission of retroviruses among primates“. 2017 wurde er zum Privatdozenten am Institut für Mikrobiologie und Tierseuchen der FU Berlin ernannt.
Durch das Helmholtz-Zentrum für Infektionsforschung (HZI) wurde Leendertz im Mai 2021 zum Gründungsdirektor des neu gegründeten Helmholtz-Instituts für One Health (HIOH) in Greifswald bestellt. Außerdem erhielt er einen Ruf auf eine W3-Professur für One Health. Seit dem 1. August 2021 ist er Universitätsprofessor an der Universität Greifswald.

## Forschung

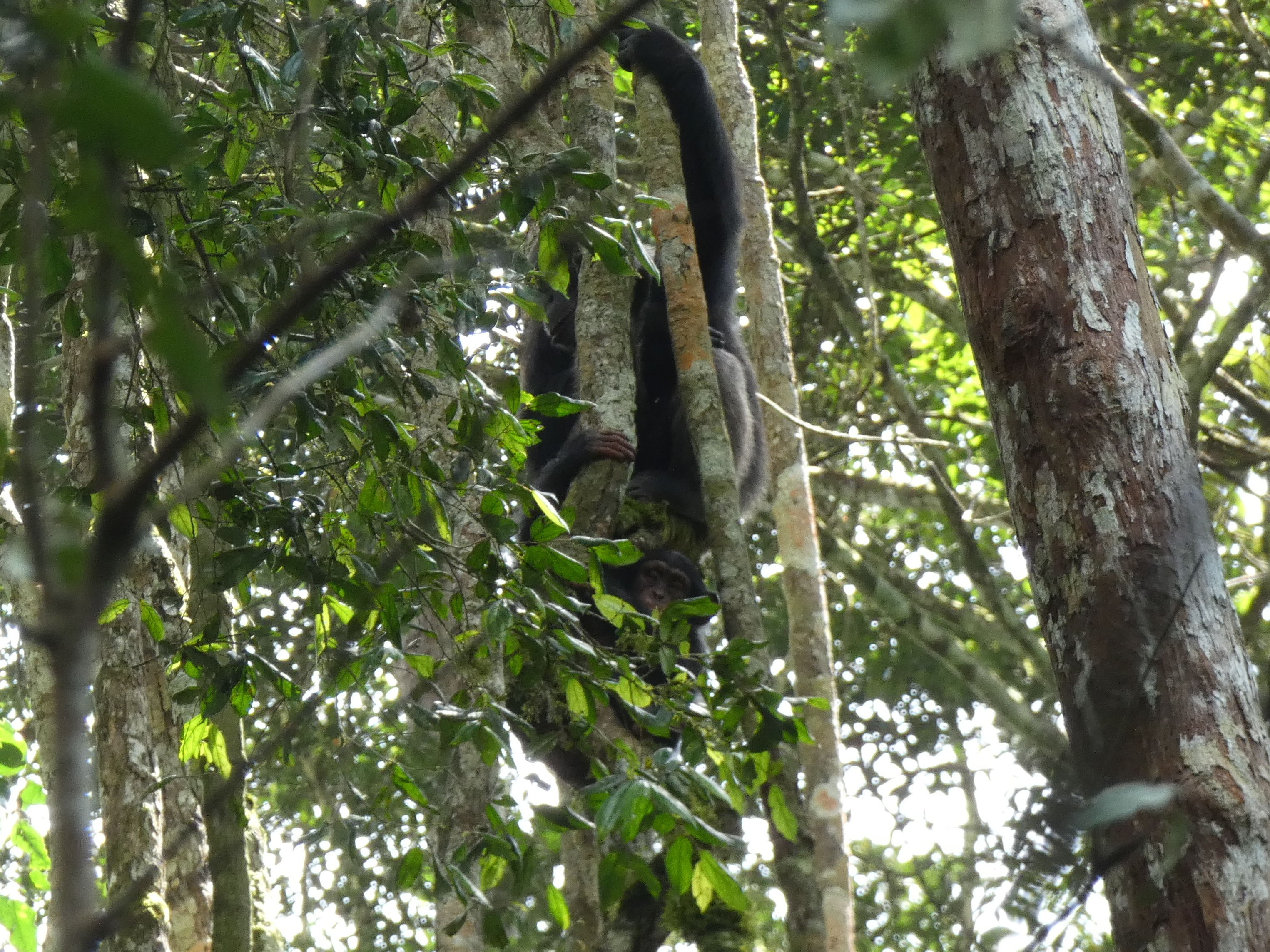
Schimpansen im Nationalpark Taï

Leendertz hat sich in seiner Forschung auf Primaten spezialisiert und insbesondere Erreger untersucht, an denen diese erkranken und die auch vom Tier auf den Menschen und umgekehrt übertragen werden können. Regelmäßige Forschungsaufenthalte im Taï-Nationalpark, Côte d Ivoire, waren dabei Teil seiner Arbeit. In toten Schimpansen konnte er u. a. den atypischen Milzbrand-Erreger Bacillus cereus biovar anthracis nachweisen, der auch für den Menschen gefährlich sein könnte. 2014 rekonstruierte er mit einer von ihm geleiteten internationalen Forschergruppe den Ursprung der Ebola-Epidemie in Guinea, die sehr wahrscheinlich auf einen zufälligen Kontakt eines Kindes mit einer infizierten Mops-Fledermaus zurückzuführen war.
Leendertz und seine Arbeitsgruppe waren auch beteiligt am Nachweis von Lepra in Schimpansen.
Im Dezember 2020 wurde Leendertz in die von der Weltgesundheitsorganisation WHO zusammengestellte 10-köpfige Expertengruppe berufen, die den Ursprung der Covid-19-Pandemie erforschen sollte. Aus familiären Gründen konnte er allerdings die vierwöchige Exkursion des WHO-Teams nach China, die im Januar und Februar 2021 stattfand, nur aus der Ferne begleiten.

## Auszeichnungen und Ehrungen
- 2005: Mitglied der IUCN Wildlife Health Specialist Group[14]
- 2005: Nachwuchsförderpreis der Ursula – und Heinz-Klös-Stiftung der Deutschen Veterinärmedizinischen Gesellschaft
- 2006: Eugen Grimminger Preis für Zoonosenforschung (price for research on zoonoses)
- 2013: Member of Scientific Council of GRASP (Great Apes Survival Partnership by the United Nations)[15]
- 2014: Förderpreis für Zoonose-Forschung verliehen durch die “Akademie für Tiergesundheit”[16]
- 2016: Vice President of the NGO “Une santé pour tous”, Côte d’Ivoire.
- 2016: Außerordentliches internationales Mitglied der Französischen Tierärztlichen Akademie[17]
- 2020: UN Champions of the Earth Award in der Kategorie “Wissenschaft und Innovation“[18][19]
- 2023: Hamburger Wissenschaftspreis
- 2025: Korrespondierendes internationales Mitglied der Académie National de Médicine[17]